# Lestes alfonsoi
Lestes alfonsoi – gatunek ważki z rodziny pałątkowatych (Lestidae). Występuje na terenie Ameryki Środkowej.